# 히가시쿠루메시
히가시쿠루메시(일본어: 東久留米市)는 일본 도쿄도에 있는 시이다. 1970년 10월 1일에 설립되었다.

## 지리
도쿄도 북부, 다마 지역 북동부에 위치한다. 북쪽으로 기요세시, 서쪽으로 히가시무라야마시, 남쪽으로 고다이라시, 남동쪽으로 니시토쿄시와 접하고 북동쪽으로 사이타마현 니자시와 접한다.

## 교통

### 철도
- 세이부 철도 이케부쿠로선
  - 히가시쿠루메역

시내에 있는 역은 히가시쿠루메역이 유일하나, 다른 지역에 위치한 히바리가오카역(니시토쿄시), 기요세역(기요세시), 세이부 신주쿠선의 하나코가네이역(고다이라시), 고다이라역(고다이라시) 등도 이용 가능하다.

## 인구
| 연도 | 인구    | ±%      |
| ---- | ------- | ------- |
| 1920 | 4,605   | —       |
| 1930 | 5,153   | +11.9%  |
| 1940 | 6,168   | +19.7%  |
| 1950 | 8,415   | +36.4%  |
| 1960 | 19,637  | +133.4% |
| 1970 | 78,075  | +297.6% |
| 1980 | 106,556 | +36.5%  |
| 1990 | 113,818 | +6.8%   |
| 2000 | 113,302 | −0.5%   |
| 2010 | 116,546 | +2.9%   |
| 2020 | 115,271 | −1.1%   |